# Коммунит
«Коммунит» («Русский газ») (1925) — художественный фильм, снятый в Ростове-на-Дону на киностудии «ЮВКино-комсомол». Немое чёрно-белое кино (6 частей).
Фантастическая лента об изобретении в СССР парализующего газа для победы мировой революции.
Фильм не сохранился.